# Città della Namibia

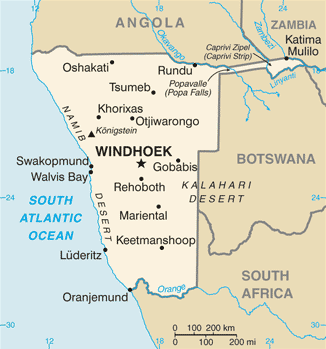
Mappa della Namibia

Le città della Namibia sono classificate in due categorie: le città sono governate da una municipalità, mentre le località sono governate da un consiglio cittadino. Oltre a queste due categorie vi è, per i centri abitati, più piccoli, la distinzione in villaggi e stabilimenti. 

## Città
| Città della Namibia | Città della Namibia     | Città della Namibia | Città della Namibia | Città della Namibia |
| Città               | Regione                 | Cens. 1991          | Cens. 2001          | Cens. 2011          |
| ------------------- | ----------------------- | ------------------- | ------------------- | ------------------- |
| Windhoek            | Regione di Khomas       | 147056              | 233529              | 325858              |
| Walvis Bay          | Regione degli Erongo    | 22999               | 43611               | 62096               |
| Swakopmund          | Regione degli Erongo    | 17681               | 23808               | 44725               |
| Henties Bay         | Regione degli Erongo    |                     |                     |                     |
| Omaruru             | Regione degli Erongo    |                     |                     |                     |
| Otjiwarongo         | Regione di Otjozondjupa | 15921               | 19614               | 28249               |
| Okahandja           | Regione di Otjozondjupa | 11040               | 14039               | 22639               |
| Grootfontein        | Regione di Otjozondjupa |                     |                     |                     |
| Mariental           | Regione di Hardap       |                     |                     |                     |
| Outjo               | Regione del Kunene      |                     |                     |                     |
| Gobabis             | Regione di Omaheke      |                     |                     |                     |
| Tsumeb              | Regione di Oshikoto     |                     |                     |                     |
| Keetmanshoop        | Regione di ǁKaras       | 15032               | 15778               | 20977               |

## Località
| Località della Namibia | Località della Namibia          | Località della Namibia | Località della Namibia | Località della Namibia |
| Località               | Regione                         | Cens. 1991             | Cens. 2001             | Cens. 2011             |
| ---------------------- | ------------------------------- | ---------------------- | ---------------------- | ---------------------- |
| Karasburg              | Regione di ǁKaras               |                        |                        |                        |
| Lüderitz               | Regione di ǁKaras               |                        |                        |                        |
| Oranjemund             | Regione di ǁKaras               |                        |                        |                        |
| Arandis                | Regione degli Erongo            |                        |                        |                        |
| Karibib                | Regione degli Erongo            |                        |                        |                        |
| Usakos                 | Regione degli Erongo            |                        |                        |                        |
| Aranos                 | Regione di Hardap               |                        |                        |                        |
| Rehoboth               | Regione di Hardap               | 21439                  | 21308                  | 28843                  |
| Rundu                  | Regione del Kavango Orientale   | 19366                  | 36964                  | 63431                  |
| Nkurenkuru             | Regione del Kavango Occidentale |                        |                        |                        |
| Khorixas               | Regione del Kunene              |                        |                        |                        |
| Opuwo                  | Regione del Kunene              |                        |                        |                        |
| Eenhana                | Regione di Ohangwena            |                        |                        |                        |
| Helao Nafidi           | Regione di Ohangwena            |                        |                        |                        |
| Okahao                 | Regione di Omusati              |                        |                        |                        |
| Oshikuku               | Regione di Omusati              |                        |                        |                        |
| Outapi                 | Regione di Omusati              |                        |                        |                        |
| Ruacana                | Regione di Omusati              |                        |                        |                        |
| Oshakati               | Regione dell'Oshana             | 21603                  | 28255                  | 36541                  |
| Ondangwa               | Regione dell'Oshana             | 7926                   | 10900                  | 22822                  |
| Ongwediva              | Regione dell'Oshana             | 6197                   | 10742                  | 20260                  |
| Omuthiya               | Regione di Oshikoto             |                        |                        |                        |
| Oniipa                 | Regione di Oshikoto             |                        |                        |                        |
| Okakarara              | Regione di Otjozondjupa         |                        |                        |                        |
| Otavi                  | Regione di Otjozondjupa         |                        |                        |                        |
| Katima Mulilo          | Regione dello Zambesi           | 13377                  | 22134                  | 28362                  |